# Benolpe (Drolshagen)
Benolpe ist ein Dorf innerhalb der Stadt Drolshagen (Kreis Olpe, Nordrhein-Westfalen). Mit 337 Einwohnern (Stand Dezember 2022) gehört es zu den größeren der insgesamt 58 Ortschaften im Drolshagener Stadtgebiet.

## Lage
Benolpe, zwischen 390 und 450 m über NN, liegt im südwestlichen Sauerland, unmittelbar an der Grenze des Drolshagener Stadtgebietes. Die Entfernung zum Zentralort Drolshagen beträgt ca. 3 km und zur Kreisstadt Olpe ca. 11 km.
Umliegende Ortschaften sind Feldmannshof im Norden, Drolshagen im Osten, Gelslingen im Süden sowie die zu Bergneustadt gehörenden Ortsteile Neuenothe im Westen und Belmicke im Nordwesten.

## Geschichte
Benolpe wurde im Jahr 1394 erstmals urkundlich erwähnt. 1536 gehörte die Ortschaft zum Kirchspielgericht Drolshagen. Das Gericht wurde 1810 aufgelöst und dem Justizamt Olpe unterstellt, Benolpe wurde darin Teil des Schultheißenbezirks Husten. Im Jahr 1766 wanderten mindestens sieben Familien aus Benolpe nach Südosteuropa aus, nachdem österreichische Truppen dort die Türken besiegt hatten. Die meisten Emigranten siedelten sich in Hatzfeld, dem heutigen Jimbolia, an.
Vermutlich war Benolpe schon etwa ab 1750 Schulstandort. Zur Schulgemeinde gehörten neben Benolpe auch Gelslingen, Feldmannshof, Gipperich, Stupperhof, Wormberg und Teile der Ortschaften Belmicke und Wörde. Das Schulhaus wurde in den ersten Jahren des 19. Jahrhunderts wegen Baufälligkeit abgerissen. Bis 1815 fand für einige Jahre kein Unterricht statt, danach wurde er in gemieteten Räumen in Privathäusern erteilt. Nach mehreren provisorischen Lösungen entstand 1880 durch eine Förderung durch die königliche Regierung ein neues, den Anforderungen entsprechendes Schulhaus. Zeitweise wurden mehr als 80 Schüler unterrichtet.
Der Schultheißenbezirk wurde in den 1840er Jahren aufgelöst. Benolpe ging in der Gemeinde Drolshagen-Land auf, die Teil des Amtes Drolshagen wurde. Im Ersten Weltkrieg fielen 20 Männer aus der Schulgemeinde Benolpe. Auch im Zweiten Weltkrieg wurden junge Männer aus Benolpe eingezogen. Am 11. April 1945 eroberten die US-Truppen die Ortschaft. In der Nacht zuvor brannte eine Scheune durch den Artillerie-Beschuss aus, andere Häuser wurden massiv beschädigt.
Bereits 1930/31 hatten die Bewohner Benolpes eine Kapelle errichtet. Am 19. Juli 1931 wurde sie vom Drolshagener Pfarrer Kleeschulte geweiht und unter den Schutz der "Heiligen Theresia vom Kinde Jesu" gestellt. 1969 endete die Geschichte der Schule in Benolpe, die Schüler wechselten auf die Grund- und Hauptschule nach Drolshagen. Im selben Jahr wurde das Amt Drolshagen aufgelöst und Benolpe wurde Ortsteil der neu gebildeten Stadt Drolshagen.

### Bevölkerungsentwicklung
| Jahr | Einwohner |
| ---- | --------- |
| 1819 | 92        |
| 1837 | 76        |
| 1896 | 124       |
| 1910 | 109       |
| 1955 | 220       |
| 1970 | 250       |
| 1983 | 311       |
| 2000 | 345       |
| 2019 | 317       |

## Vereine
Die örtlichen Vereine sind:
- Männergesangverein Sangeslust Benolpe e. V.
- Trägerverein Sport-, Jugend- und Kulturheim Benolpe e. V.
- Kapellenverein Benolpe e. V.
- Verein zur Förderung der Jugend- und Heimatpflege der ehemaligen Schulgemeinde Benolpe e. V.